# 응답하라 1994
《응답하라 1994》는 2013년 10월 18일부터 2013년 12월 28일까지 tvN에서 방영한 금토 드라마로 2012년에 방영된 《응답하라 1997》의 후속작이다. 아이돌과 음악이 메인 소재였던 전작과는 달리 이번에는 야구라는 흔하지 않은 소재가 나왔다. 여기서도 전작과 마찬가지로 아역과 성인 구분이 없으며 대부분의 인물들이 경상도나 전라도 사투리를 사용한다. 하지만 전작과 달라진 점은 고아라가 맡은 성나정과 도희가 맡은 조윤진을 제외한 다른 남자 주조연들은 이름이 아닌 별명으로만 나온다는 것이다. 실제 홈페이지 카테고리에도 배역설명에 이름 대신 별명이 적혀있다. 극중에서 이름이 공개될 때마다 카테고리도 업데이트된다.

## 기획 의도
1994년을 배경으로, 지방 사람들의 눈물겨운 상경기와 농구대잔치, 서태지와 아이들의 인기 등 1990년대 ~ 2000년대 초반의 사회적, 문화적 상황을 드라마의 한 요소로 가미하여 제작한 연애 드라마이다.

## 방송 정보
| 방송채널 | 방송 기간                           | 방송 시간     |
| -------- | ----------------------------------- | ------------- |
| tvN      | 2013년 10월 18일 ~ 2013년 10월 19일 | 오후 8시 50분 |
| tvN      | 2013년 10월 25일 ~ 2013년 12월 28일 | 오후 8시 40분 |

## 등장 인물

### 주요 인물
- 고아라 : 성나정 역

1975년생(1994년 당시 20세) / 2013년 기준으로 39세 / 경남 마산시(現 경남 창원시) 출신
연세대학교 농구 선수 이상민의 열혈 팬. 연세대학교 컴퓨터공학과 1학년. 신촌하숙집 주인 성동일의 딸.
2002년 6월 22일 김재준과 결혼.
- 정우 : 쓰레기 역

1971년생(1994년 당시 24세) / 2013년 기준으로 43세 / 경남 마산시(現 경남 창원시) 출신
본명 '김재준'. 연세대학교 의과대학 본과 3학년. 성나정의 죽은 오빠(성태훈)의 베스트 프렌드. 신촌하숙 주인 성동일의 사실상 아들 역할.
2002년 6월 22일 성나정과 결혼.
- 유연석 : 칠봉이 역

1975년생(1994년 당시 20세) / 2013년 기준으로 39세 / 서울특별시 출신
본명 '김선준'. 연세대학교 야구부 에이스 투수. 연세대학교 사회체육과 1학년. 빙그레와 이종사촌 사이.
딸딸이女(정유미 분)와 결혼하는 것으로 보임
- 김성균 : 삼천포 역

1977년생(1994년 당시 18세) / 2013년 기준으로 37세 / 경남 삼천포시(現 경남 사천시) 출신
본명 '김성균'. 연세대학교 컴퓨터공학과 1학년. 해태와 하숙집 같은방 룸메이트.
조윤진과 결혼
- 손호준 : 해태 역

1975년생(1994년 당시 20세) / 2013년 기준으로 39세 / 전남 순천시 출신
본명 '손호준'. 연세대학교 컴퓨터공학과 1학년. 삼천포와 하숙집 같은방 룸메이트.
차애정과 결혼
- 민도희 : 조윤진 역

1975년생(1994년 당시 20세) / 2013년 기준으로 39세 / 전남 여수시 출신
서태지와 아이들의 멤버 서태지의 열혈 팬. 연세대학교 컴퓨터공학과 1학년.
김성균(삼천포)과 결혼
- 바로 : 빙그레 역

1975년생(1994년 당시 20세) / 2013년 기준으로 39세 / 충북 괴산군 출신
본명 '김동준'. 연세대학교 의과대학 의예과 1학년. 칠봉이와 이종사촌 사이.
다이다이(윤진이 분)와 결혼

### 나정의 가족
- 성동일 : 성동일 역

1947년생(1994년 당시 48세) / 2013년 기준으로 67세 / 전라도 출신
성나정의 아버지. 해태 타이거즈 프로야구단 선수 출신의 서울 쌍둥이 프로야구단 코치. 추후 SK 와이번스코치로 부임
- 이일화 : 이일화 역

1947년생(1994년 당시 48세) / 2013년 기준으로 67세 / 경상도 출신
성나정의 어머니. 신촌하숙 주인.
- 육성재 : 쑥쑥이 역 (특별출연)

1995년생 / 2013년 기준으로 19세 / 서울특별시 출신
본명 '성준'. 성나정의 남동생.

### 그 외 인물
- 윤종훈 : 김기태 역

1975년생(1994년 당시 20세) / 2013년 기준으로 39세 / 서울특별시 출신
연세대학교 컴퓨터공학과 과대표.
- 연준석 : 김동우 역

1977년생(1994년 당시 18세) / 2013년 기준으로 37세 / 충북 괴산군 출신
빙그레의 동생.
- 김태윤 : 컴퓨터공학과 동기생 역
- 이태영 : 성나정의 친구 역
- 앤씨아 : 쑥쑥이의 여자 친구 역
- 이미소 : 칠봉이의 야구부 매니저 역
- 김중기 : 쓰레기의 의대 동기 마이콜 역
- 장광 : 전두환 전 대통령 역 (사진 속 출연)
- 이정성 : 컴퓨터공학과 교수 역
- 공재원 : 성나정의 주치의 역
- 이봉련 : 성나정과 해태의 연세대학교 컴퓨터공학과 동기생 역. 전남 여수시 출신
- 최교식 : 햄버거가게 손님 역
- 진모 : 고속버스에서 짝퉁시계 파는 남자 역
- 한그림 : 고속터미널에서 조윤진의 어머니를 도와준 여성 역
- 김희라 : 고속터미널에서 조윤진의 어머니를 도와준 여성 2 역
- 김효진 : 조윤진의 어머니 역
- 조양자 : 삼천포의 할머니 역
- 최덕문 : 삼천포의 아버지 역
- 이은정 : 삼천포의 어머니 역
- 지대한 : 삼천포 사천시 통합 반대 시위 주민 역
- 인성호 : 칠봉이의 야구부 코치 역
- 양상국 : 사천시 반대 시위 인원 모집에 대해 안내방송하는 남자 역 (목소리출연)
- 김한종 : 바다에 빠지는 술취한 남자 역
- 허성태 : 삼천포시장의 보자관 역
- 김인서 : 해태의 노래패 동아리의 신촌 잔다르크 선배 역
- 서은채 : 나정의 영화 동아리 선배 역
- 서광재 : 쓰레기의 의대 교수 역
- 김병춘 : 성동일의 친구 정만호 역
- 김영선 : 쓰레기의 어머니 역
- 조재윤 : 쓰레기의 형 김재영 역
- 서유리 : 쓰레기의 첫사랑 주경 역
- 송경화 : 정만호의 부인 역
- 홍승범 : 쓰레기와 같은 시계를 찬 남자 역
- 한서연 : 간호사 역
- 반혜라 : 나정의 결혼식 하객 역
- 차영옥 : 나정의 결혼식 하객 역
- 하수호 : 칠봉이의 야구팀 동료 최길홍 역
- 명지 : 서태지 집 앞에서 기다리는 서태지 팬 역
- 신영진 : 빙그레의 어머니 역
- 고동업 : 빙그레의 아버지 역
- 송민지 : 쓰레기의 동기 민정 역
- 태항호 : 빙그레의 의예과 선배 역
- 이진목 : 금은방 사장 역
- 장주연 : 컴퓨터공학과 조교 역
- 임도윤 : 해태의 초등학교 동창 역
- 전헌태 : 삼천포가 근무하는 회사 부장 역
- 민준현 : 삼천포가 근무하는 직장 상사 역
- 권홍석 : 성동일의 주치의 역
- 신재도 : 쌍둥이슈퍼 주인 역
- 장문석
- 유재명 : 정우의 담임 / 과외교사 역
- 정병호
- 안두호 : 해태의 군 복무중 욕쟁이 상병

### 특별출연
- 문경은 : 연세대학교 농구 선수 문경은 역 (1회)
- 우지원 : 연세대학교 농구 선수 우지원 역 (1회)
- 김훈 : 연세대학교 농구 선수 김훈 역 (1회)
- 김민영 : 숙명여자대학교 무역학과 이순자 역 (2회)
- 나영석 : 복불복 하숙생 역 (2회)
- 신영일 : 농구 경기 캐스터 역 (2회, 7회)
- 우희 : 숙명여자대학교 무역학과 하희라 역 (2회)
- 정성호 : 김기덕, 서태지 목소리 역, 해태의 고교 선배 역 (2회, 5회, 9회)
- 최은화 (2회)
- 최인선 : 농구 경기 해설자 역 (2회)
- 허경영 : 공중부양하는 의문의 하숙생 역 (2회)
- 홍석천 : ROTC 후보생 하숙생 역 (2회)
- 윤진영 : 락 카페 '스페이스'의 웨이터 역 (4회)
- 이솔지 : 뉴스 앵커 역(목소리 출연) (4회)
- 김광규 : 쓰레기의 실습 병원 지도교수 역 (5회)
- 김정민 : 신인가수 김정민 역 (5회)
- 김종민 : 쓰레기의 실습 병원 교수 역 (5회)
- 주연 : 쓰레기의 실습 동기 역 (5회)
- 이현경 : 시한부 암 환자인 두 아들의 엄마 이수정 역 (5회)
- 경리 : 성나정의 친구 역 (7회)
- 민하 : 성나정의 친구 역 (7회)
- 이유애린 : 성나정의 친구 역 (7회)
- 양기원 : 쓰레기의 고향 선배 역 (7회)[주 2]
- 이유준 : 쓰레기의 고향 선배 역 (7회)[주 3]
- 지승현 : 쓰레기의 고향 선배 역 (7회)[주 4]
- 안웅기 : '별이 빛나는 밤에' DJ 이문세 역 (목소리 출연) (7회, 8회)
- 이승종 : 야구 경기 캐스터 역 (목소리 출연) (7회)
- 하일성 : 야구 경기 해설자 역 (목소리 출연) (7회)
- 이경실 : 성동일의 첫사랑 역 (8회)
- 이용진 : 표절작곡가인 해태의 고교 선배에게 표절곡을 받는 사람 역 (9회)
- 성준[주 5] : 성준(쑥쑥이)의 어린 시절 역 (11회)
- 김원해 : 쓰레기의 아버지 김용식 역 (12회, 19회, 21회)
- 손범수 : 가요톱텐 진행자 역(목소리 출연) (12회, 14회)
- 김민종 : 나정의 결혼식 축가가수 겸 배우 김민종 역 (13회)
- 김슬기 : 서태지 팬인 쓰레기의 사촌동생 역 (14회, 15회)
- 최종훈 : 해태의 군대 시절 선임인 병장 최종훈 역 (14회)
- 서인국 : 윤윤제 역 (16회, 17회)[주 6]
- 신소율 : 모유정 역 (16회)[주 7]
- 윤진이 : 빙그레의 아내 다이다이(진이) 역 (16회, 17회)
- 이시언 : 방성재 역 (16회)[주 8]
- 정은지 : 성시원 역 (16회, 17회)[주 9]
- 호야 : 강준희 역 (16회)[주 10]
- 은지원 : 나정에게 과외받는 학생 역 (17회)[주 11]
- 고우리 : 연대 엄정화 역 (18회)
- 김재경 : 연대 전지현 역 (18회)
- 윤민수 : 해태 여자친구(연대 엄정화)를 빼앗는 유부남 역 (18회)
- 조윤서 : 해태의 첫사랑 차애정 역 (18회, 19회)
- 전현무 : 해태 여자친구(연대 전지현)를 빼앗는 새내기 역 (18회)
- 김미진 : ‘김혜수 플러스 유’의 김혜수 역(목소리 출연) (20회)
- 정유미 : 칠봉이의 아내 딸딸이女 역 (21회)

## 사운드 트랙
| #            | 제목                                             | 작사         | 작곡           | 편곡                    | 재생 시간 |
| ------------ | ------------------------------------------------ | ------------ | -------------- | ----------------------- | --------- |
| 1.           | 〈서울 이곳은〉 (로이 킴)                        | 김순곤       | 장철웅         | 이상훈                  | 4:24      |
| 2.           | 〈너에게〉 (성시경)                              | 서태지       | 서태지         | MELODESIGN              | 3:50      |
| 3.           | 〈그대와 함께〉 (B1A4)                           | 손지창       | 서영진         | MELODESIGN              | 3:11      |
| 4.           | 〈가질 수 없는 너〉 (하이니)                     | 강은경       | 정시로         | 이상훈                  | 4:26      |
| 5.           | 〈행복한 나를〉 (김예림)                         | 유유진       | 박근태         | 정석원                  | 4:11      |
| 6.           | 〈날 위한 이별〉 (디아)                          | 박주연       | 김형석         | 타이비언                | 5:06      |
| 7.           | 〈너만을 느끼며〉 (정우, 유연석, 손호준)         | 지우         | 서영진         |                         | 3:49      |
| 8.           | 〈시작〉 (고아라)                                | 오석준       | 신동우, 오석준 | 노는 어린이, ZigZagNote | 4:03      |
| 9.           | 〈운명〉 (김성균, 도희)                          | 조병석       | 조병석         | 로빈                    | 3:38      |
| 10.          | 〈서울 이곳은 (Acoustic Ver.)〉 (로이 킴)        | 김순곤       | 장철웅         | 이상훈                  | 2:35      |
| 11.          | 〈가질 수 없는 너 (Acoustic Ver.)〉 (하이니)     | 강은경       | 정시로         | 이상훈                  | 2:46      |
| 12.          | 〈너에게 (Inst.)〉 (성시경)                      |              | 서태지         | MELODESIGN              | 3:50      |
| 13.          | 〈행복한 나를 (Inst.)〉 (김예림)                 |              | 박근태         | 정석원                  | 4:11      |
| 14.          | 〈서울 이곳은 (Acoustic Guitar Ver.)〉 (로이 킴) |              | 장철웅         | 이상훈                  | 2:35      |
| 총 재생 시간 | 총 재생 시간                                     | 총 재생 시간 | 총 재생 시간   | 총 재생 시간            | 52:39     |

## 시청률
최저 시청률과 최고 시청률은 시청률 조사회사와 지역별로 시청률에 차이가 있을 수 있습니다.
| 2013년      | 2013년      | 2013년                           | 2013년          | 2013년          |
| 회차        | 방송일자    | 부제                             | AGB 닐슨 시청률 | AGB 닐슨 시청률 |
| 회차        | 방송일자    | 부제                             | 수도권 시청률   | 최고 시청률     |
| ----------- | ----------- | -------------------------------- | --------------- | --------------- |
| 제1회       | 10월 18일   | 서울 사람                        | 2.6%            | 3.8%            |
| 제2회       | 10월 19일   | 우린 모두 조금 낯선 사람들       | 2.3%            | 3.2%            |
| 제3회       | 10월 25일   | 신인류의 사랑                    | 3.0%            | 3.8%            |
| 제4회       | 10월 26일   | 거짓말                           | 4.2%            | 5.6%            |
| 제5회       | 11월 1일    | 차마하기 힘든 말                 | 4.7%            | 5.8%            |
| 제6회       | 11월 2일    | 선물학 개론                      | 5.8%            | 6.9%            |
| 제7회       | 11월 8일    | 그 해 여름                       | 6.2%            | 7.3%            |
| 제8회       | 11월 9일    | 순간의 선택이 평생을 좌우합니다  | 7.1%            | 8.6%            |
| 제9회       | 11월 15일   | 그러니까, 내가 하고 싶은 말은... | 8.1%            | 9.8%            |
| 제10회      | 11월 16일   | 어쩌면 마지막일지도 모를         | 8.8%            | 10.0%           |
| 제11회      | 11월 23일   | 짝사랑을 끝내는 단 한가지 방법   | 9.3%            | 10.6%           |
| 제12회      | 11월 29일   | 우리에게 일어날 기적             | 9.2%            | 11.8%           |
| 제13회      | 11월 30일   | 1만 시간의 법칙                  | 9.6%            | 11.5%           |
| 제14회      | 12월 6일    | 나를 변화시킨 사람들 I           | 9.3%            | 11.8%           |
| 제15회      | 12월 7일    | 나를 변화시킨 사람들 II          | 8.1%            | 10.6%           |
| 제16회      | 12월 13일   | 사랑, 두려움 I : 응답하라 1997   | 8.3%            | 10.1%           |
| 제17회      | 12월 14일   | 사랑, 두려움 II : 응답하라 1997  | 8.3%            | 10.6%           |
| 제18회      | 12월 20일   | 다시 사랑한다 말할까             | 8.7%            | 10.9%           |
| 제19회      | 12월 21일   | 운명을 믿으세요?                 | 9.2%            | 11.8%           |
| 제20회      | 12월 27일   | 끝의 시작                        | 10.1%           | 12.4%           |
| 제21회      | 12월 28일   | 90년대에게                       | 11.9%           | 14.3%           |
| 평균 시청률 | 평균 시청률 | 평균 시청률                      | 7.4%            | 11.9%           |

## 연장
- 2013년 11월 29일 : 응답하라 1994 방영 분량이 20부작에서 1회 연장되어 21부작으로 변경 및 확정되었다.

## 수상 경력
- 2014년 제50회 백상예술대상 TV부문 남자 신인연기상 - 정우
- 2014년 제7회 코리아 드라마 어워즈 연출상 - 신원호
- 2014년 제7회 코리아 드라마 어워즈 여자 신인상 - 도희
- 2014년 제7회 코리아 드라마 어워즈 베스트커플상 - 김성균, 도희[2]
- 2014년 제3회 에이판 스타 어워즈 중편 드라마부문 남자 우수연기상 - 정우
- 2014년 제3회 에이판 스타 어워즈 중편 드라마부문 남자 신인상 - 손호준
- 2014년 제8회 케이블TV 방송대상 드라마 부분 대상

## 경쟁작
- 열애 (SBS)
- 왕가네 식구들 (KBS)
- 사랑해서 남주나 (MBC)
- 맏이 (JTBC)

## 같이 보기
- 응답하라
- 응답하라 1997
- 응답하라 1988

### 내용주
1. ↑  1994년 한국시리즈 우승 팀인 LG 트윈스를 모티브로 한 가상의 프로야구단
2. ↑  영화 《바람》에서 허씨 역을 맡았던 인물로, 극중에서 짱구(정우 분)의 학교 선배로 등장했다.
3. ↑  영화 《바람》에서 뜩이 역을 맡았던 인물로, 극중에서 짱구(정우 분)의 학교 선배로 등장했다.
4. ↑  영화 《바람》에서 김정완 역을 맡았던 인물로, 극중에서 짱구(정우 분)의 학교 선배로 등장했다.
5. ↑  성동일의 친 아들
6. ↑  2012년 《응답하라 1997》에서 동명인 윤윤제 역으로 등장했다.
7. ↑  2012년 《응답하라 1997》에서 동명인 모유정 역으로 등장했다.
8. ↑  2012년 《응답하라 1997》에서 동명인 방성재 역으로 등장했다.
9. ↑  2012년 《응답하라 1997》에서 동명인 성시원 역으로 등장했다.
10. ↑  2012년 《응답하라 1997》에서 동명인 강준희 역으로 등장했다.
11. ↑  2012년 《응답하라 1997》에서 도학찬 역으로 등장했다.
12. ↑  1994년 장철웅이 부른 MBC에서 방영된 드라마 《서울의 달》 OST의 리메이크 버전.
13. ↑  1993년 발매된 서태지와 아이들 2집 수록곡의 리메이크 버전.
14. ↑  1994년 The Blue가 부른 KBS에서 방영된 드라마 《느낌》 OST의 리메이크 버전.
15. ↑  1995년 발매된 뱅크 1집 수록곡의 리메이크 버전.
16. ↑  1997년 발매된 에코 2집 수록곡의 리메이크 버전.
17. ↑  1994년 발매된 김혜림 4집 수록곡의 리메이크 버전.
18. ↑  1992년 발매된 더 블루 1집 수록곡의 리메이크 버전.
19. ↑  1999년 발매된 박기영 2집 수록곡의 리메이크 버전.
20. ↑  1994년 발매된 여행스케치 4집 수록곡의 리메이크 버전.

### 참조주
1. ↑  “AGB 닐슨 미디어리서치 홈페이지.”. 2013년 12월 26일에 원본 문서에서 보존된 문서. 2013년 11월 2일에 확인함.
2. ↑  ‘응답하라’ 신원호PD 코리아드라마어워즈 연출상, ‘응사’ 3관왕